# قطعنامه ۱۴۷۱ شورای امنیت
قطعنامه ۱۴۷۱ شورای امنیت سازمان ملل متحد که در تاریخ ۲۸ مارس ۲۰۰۳ تصویب شد، سندی بین‌المللی دربارهٔ اوضاع در افغانستان است. این قطعنامه طی نشست ۴۷۳۰ام با ۱۵ رای موافق، ۰ مخالف و ۰ ممتنع تصویب شد.